# آگات دو لا بوله
آگات دو لا بولِه (فرانسوی: Agathe de La Boulaye‎؛ زادهٔ ۱۹۷۲) بازیگر سینما اهل فرانسه است.
از فیلم‌ها یا برنامه‌های تلویزیونی که وی در آنها نقش داشته‌است می‌توان به بیگانه علیه غارتگر، بورجیا، آخرین فرود و دختر اشاره کرد.